# River Oaks International Tennis Tournament

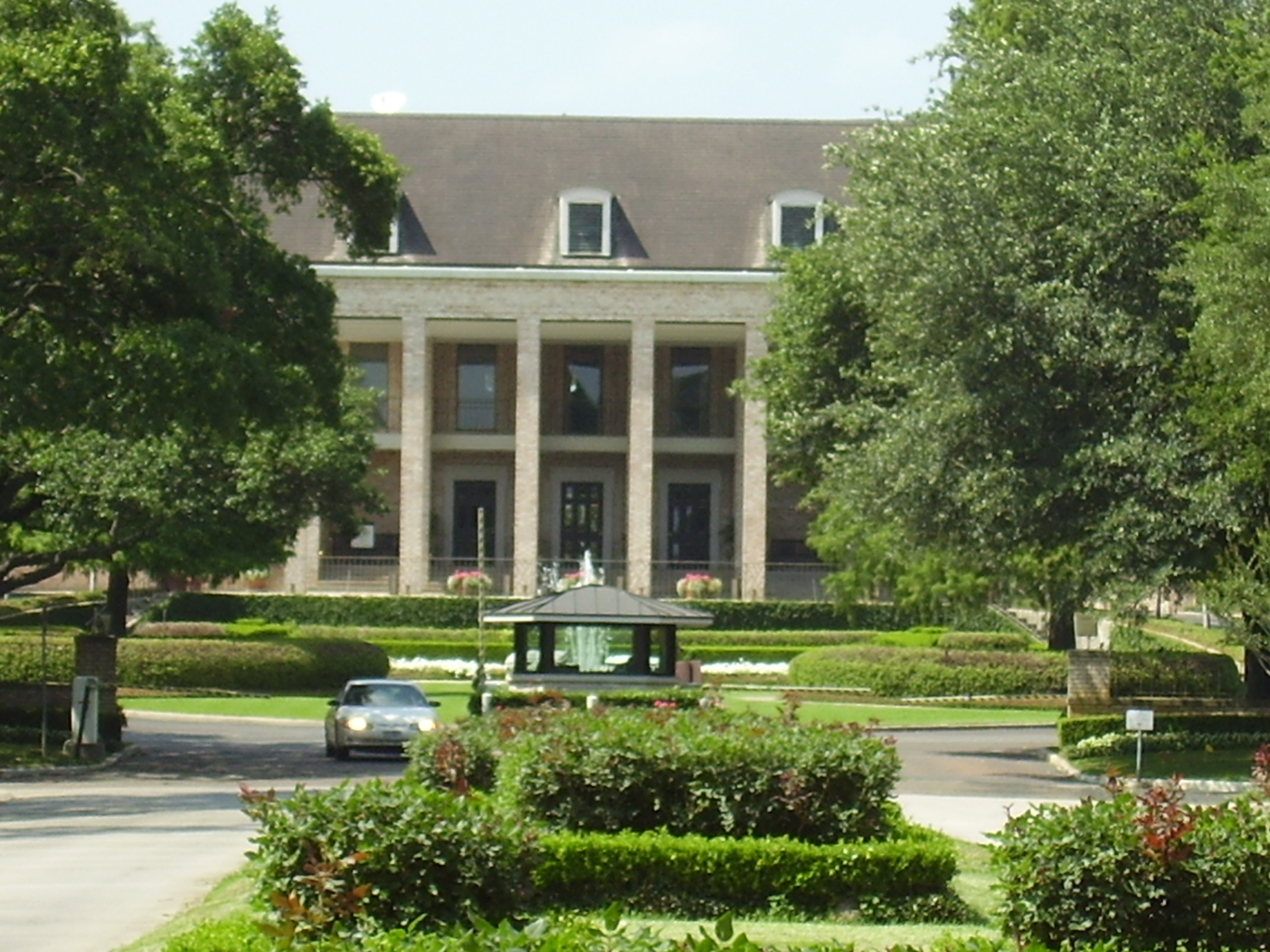
River Oaks Country Club

River Oaks International Tennis Tournament je tenisový turnaj hraný od roku 1931 v houstonském sportovním klubu River Oaks Country Club. Představuje nejstarší tenisovou událost konanou na území Spojených států, která se od svého vzniku odehrává na stejném místě.
Turnaj byl nejdříve určen pouze amatérům, později se stal součástí mužského profesionálního okruhu ATP Tour. V roce 1974 se zde uskutečnilo finále mezi třicetičtyřletým Australanem Rodem Laverem a o generaci mladším sedmnáctiletým Švédem Björnem Borgem. Laver se ziskem titulu stal prvním hráčem, který získal čtyři turnajové výhry. Premiérový titul tenisové kariéry si zde v roce 1980 připsal československý tenista Ivan Lendl.
V roce 2008 došlo ke sloučení tohoto turnaje s Mužským tenisovým mistrovstvím Spojených států na antuce – U.S. Men's Clay Court Championships, které sem bylo přemístěno z dalšího houstonského areálu Westside Tennis Club.

## Přehled finále ve dvouhře
| Rok  | Vítěz                                                | Finalista                                            | Výsledek                                             |
| ---- | ---------------------------------------------------- | ---------------------------------------------------- | ---------------------------------------------------- |
| 1931 | Ellsworth Vines                                      | Bruce Barnes                                         | 6-3, 6-4, 10-8                                       |
| 1932 | Wilmer Allison                                       | Jake Hess                                            | 8-6, 6-3, 6-2                                        |
| 1933 | Frank Parker                                         | George Lott                                          | 7-5, 10-12, 6-4, 6-4                                 |
| 1934 | Lester Stoefen                                       | Wilmer Allison                                       | 6-2, 6-2, 6-2                                        |
| 1935 | Bryan Grant                                          | Wilmer Allison                                       | 6-3, 1-6, 6-4, 6-4                                   |
| 1936 | Bryan Grant                                          | Wilmer Allison                                       | 6-4, 4-6, 6-4, 6-0                                   |
| 1937 | Bryan Grant                                          | Wilmer Allison                                       | 4-6, 6-3, 6-3, 7-5                                   |
| 1938 | Wayne Sabin                                          | Ernest Sutter                                        | 6-4, 4-6, 4-6, 6-0, 6-2                              |
| 1939 | Frank Guernsey                                       | Frank Kovacs                                         | 4-6, 7-5, 6-1, 6-3                                   |
| 1940 | Robert Riggs                                         | Bryan Grant                                          | 7-5, 6-3, 7-5                                        |
| 1941 | Frank Kovacs                                         | Bryan Grant                                          | 6-4, 2-6, 7-5, 6-3                                   |
| 1942 | turnaj se nekonal v důsledku druhé světové války     | turnaj se nekonal v důsledku druhé světové války     | turnaj se nekonal v důsledku druhé světové války     |
| 1943 | turnaj se nekonal v důsledku druhé světové války     | turnaj se nekonal v důsledku druhé světové války     | turnaj se nekonal v důsledku druhé světové války     |
| 1944 | turnaj se nekonal v důsledku druhé světové války     | turnaj se nekonal v důsledku druhé světové války     | turnaj se nekonal v důsledku druhé světové války     |
| 1945 | turnaj se nekonal v důsledku druhé světové války     | turnaj se nekonal v důsledku druhé světové války     | turnaj se nekonal v důsledku druhé světové války     |
| 1946 | Gardnar Mulloy                                       | William Talbert                                      | 6-4, 4-6, 6-3, 5-7, 6-4                              |
| 1947 | Jack Kramer                                          | Gardnar Mulloy                                       | 6-1, 6-0, 6-2                                        |
| 1948 | Frank Parker                                         | William Talbert                                      | 9-7, 6-2, 6-1                                        |
| 1949 | Ted Schroeder                                        | William Talbert                                      | 6-4, 4-6, 6-1, 6-4                                   |
| 1950 | Robert Falkenburg                                    | Ted Schroeder                                        | 6-0, 15-13, 3-6, 6-4                                 |
| 1951 | Arthur Larsen                                        | Herbert Flam                                         | 6-4, 7-5, 3-6, 10-8                                  |
| 1952 | Gardnar Mulloy                                       | Arthur Larsen                                        | 6-3, 3-6, 3-6, 8-6, 6-4                              |
| 1953 | Gardnar Mulloy                                       | Vic Seixas                                           | 6-4,5-7, 6-4, 6-2                                    |
| 1954 | Richard Savitt                                       | Hamilton Richardson                                  | 4-6, 6-3, 6-4, 7-5                                   |
| 1955 | Tony Trabert                                         | Vic Seixas                                           | 6-0, 6-1, 6-4                                        |
| 1956 | Hamilton Richardson                                  | Vic Seixas                                           | 7-5, 6-0, 3-6, 6-4                                   |
| 1957 | Herbert Flam                                         | Mervyn Rose                                          | 7-5, 6-1, 6-4                                        |
| 1958 | Barry MacKay                                         | Luis Ayala                                           | 8-10, 6-4, 6-3, 6-3                                  |
| 1959 | Bernard Bartzen                                      | Richard Savitt                                       | 2-6, 7-5, 4-6, 0-2 skreč                             |
| 1960 | Barry MacKay                                         | Neale Fraser                                         | 7-5, 6-3, 6-4                                        |
| 1961 | Rod Laver                                            | Roy Emerson                                          | 7-5, 7-5, 1-6, 6-3                                   |
| 1962 | Rod Laver                                            | Roy Emerson                                          | 6-1, 7-5, 7-5                                        |
| 1963 | Manuel Santana                                       | Chuck McKinley                                       | 6-4, 13-11, 3-6, 2-6, 6-4                            |
| 1964 | Roy Emerson                                          | Nikola Pilić                                         | 6-1, 6-4, 6-2                                        |
| 1965 | Ramanathan Krishnan                                  | Cliff Richey                                         | 6-4, 2-6, 6-4, 6-3                                   |
| 1966 | Marty Mulligan                                       | Nikola Pilić                                         | 6-2, 3-6, 6-4, 0-6, 4-5                              |
| 1967 | John Newcombe                                        | Tony Roche                                           | 6-2, 7-5, 6-3                                        |
| 1968 | Cliff Richey                                         | Boro Jovanović                                       | 6-4, 6-1, 6-0                                        |
| 1969 | Željko Franulović                                    | Rafael Osuna                                         | 7-5, 6-3, 6-2                                        |
| 1970 | Clark Graebner                                       | Cliff Richey                                         | 2-6, 6-3, 5-7, 6-3, 6-2                              |
| 1971 | Cliff Richey                                         | Clark Graebner                                       | 6-1, 6-2, 6-2                                        |
| 1972 | Rod Laver                                            | Ken Rosewall                                         | 6-2, 6-4                                             |
| 1973 | Ken Rosewall                                         | Fred Stolle                                          | 6-4, 6-1, 7-5                                        |
| 1974 | Rod Laver                                            | Björn Borg                                           | 7-6, 6-2                                             |
| 1975 | Ken Rosewall                                         | Cliff Drysdale                                       | 6-4, 6-7, 6-4                                        |
| 1976 | Harold Solomon                                       | Rod Laver                                            | 6-4, 1-6, 6-1                                        |
| 1977 | Adriano Panatta                                      | Vitas Gerulaitis                                     | 7-6, 6-7, 6-1                                        |
| 1978 | Brian Gottfried                                      | Ilie Năstase                                         | 3.6, 6-2, 6-1                                        |
| 1979 | José Higueras                                        | Gene Mayer                                           | 6-3, 2-6, 7-6                                        |
| 1980 | Ivan Lendl                                           | Eddie Dibbs                                          | 6-1, 6-3                                             |
| 1981 | Guillermo Vilas                                      | Sammy Giammalva                                      | 6-2, 6-3                                             |
| 1982 | Ivan Lendl                                           | José Luis Clerc                                      | 3-6, 7-6, 6-0, 1-4 skreč                             |
| 1983 | Ivan Lendl                                           | Paul McNamee                                         | 6-2, 6-0, 6-3                                        |
| 1984 | Mark Dickson                                         | Sammy Giammalva Jr.                                  | 6-3, 6-2                                             |
| 1985 | Paul McNamee                                         | Anders Järryd                                        | 7-6, 4-6, 6-4                                        |
| 1986 | Jimmy Arias                                          | Mats Wilander                                        | 6-2, 2-6, 6-1                                        |
| 1987 | Jimmy Arias                                          | Jonas Svensson                                       | 6-2, 6-4                                             |
| 1988 | Henri Leconte                                        | Michael Chang                                        | 4-6, 7-6, 6-3                                        |
| 1989 | Magnus Gustafsson                                    | Bruno Orešar                                         | 6-2, 6-0                                             |
| 1990 | Richey Reneberg                                      | Magnus Gustafsson                                    | 6-4, 6-4                                             |
| 1991 | Magnus Gustafsson                                    | Magnus Larsson                                       | 6-7, 7-6, 6-1                                        |
| 1992 | Bryan Shelton                                        | Jeff Tarango                                         | 4-6, 6-3, 6-2                                        |
| 1993 | Richey Reneberg                                      | Todd Martin                                          | 5-7, 6-3, 6-3                                        |
| 1994 | Magnus Larsson                                       | Richey Reneberg                                      | 6-4, 6-2                                             |
| 1995 | Mikael Tillström                                     | Richard Fromberg                                     | 6-3, 6-4                                             |
| 1996 | Christian Ruud                                       | Jeff Tarango                                         | 3-6, 6-3, 7-5                                        |
| 1997 | Jason Stoltenberg                                    | Alex O´Brien                                         | 6-2, 4-6, 7-5                                        |
| 1998 | Mariano Zabaleta                                     | Xavier Malisse                                       | 7-6, 6-2                                             |
| 1999 | Vince Spadea                                         | Jason Stoltenberg                                    | 6-4, 6-2                                             |
| 2000 | Magnus Larsson                                       | Roger Federer                                        | 3-6, 6-1, 7-5                                        |
| 2001 | Andrei Pavel                                         | Christian Ruud                                       | 6-3, 6-4                                             |
| 2002 | Michel Kratochvil                                    | Wayne Ferreira                                       | 6-4, 4-6, 7-6                                        |
| 2003 | James Blake                                          | Wayne Ferreira                                       | 6-2, 4-6, 6-3                                        |
| 2004 | Jiří Novák a Hugo Armando                            | Jiří Novák a Hugo Armando                            | sdílený titul                                        |
| 2005 | James Blake                                          | Dmitrij Tursunov                                     | 6-2, 6-3                                             |
| 2006 | Victor Hănescu                                       | Juan Mónaco                                          | 6-7, 6-4, 7-5                                        |
| 2007 | Dmitrij Tursunov                                     | Nicolás Massú                                        | 2-6, 1-0 skreč                                       |
| 2008 | turnaj sloučen s U.S. Men's Clay Court Championships | turnaj sloučen s U.S. Men's Clay Court Championships | turnaj sloučen s U.S. Men's Clay Court Championships |